# Amalaka

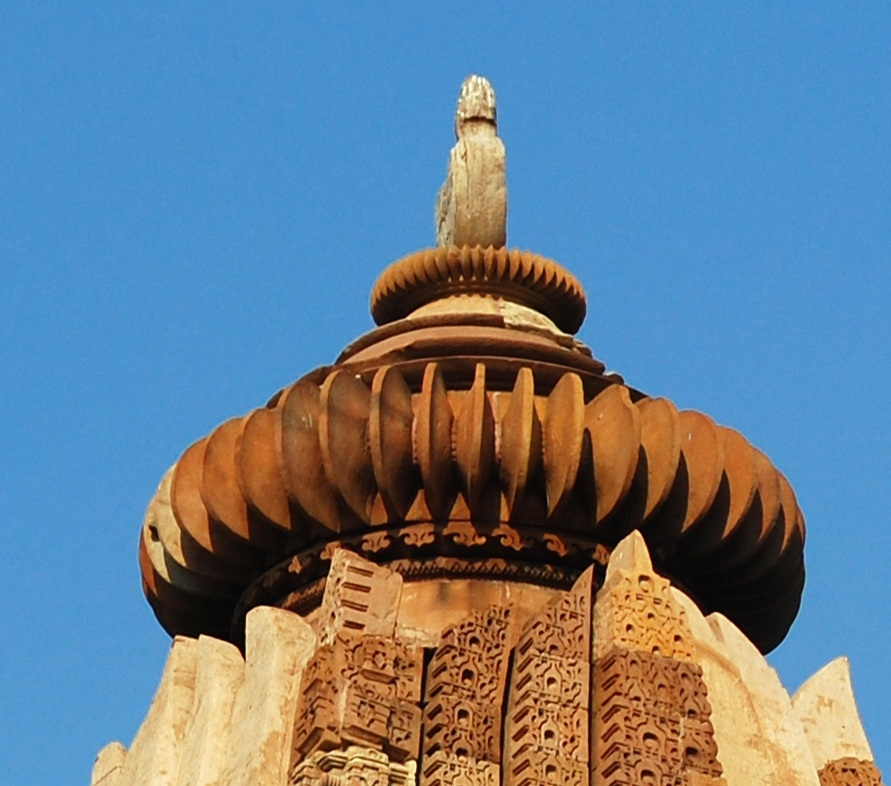
Amalaka doble en la parte superior del templo Devi Jagadambi en Khajuraho

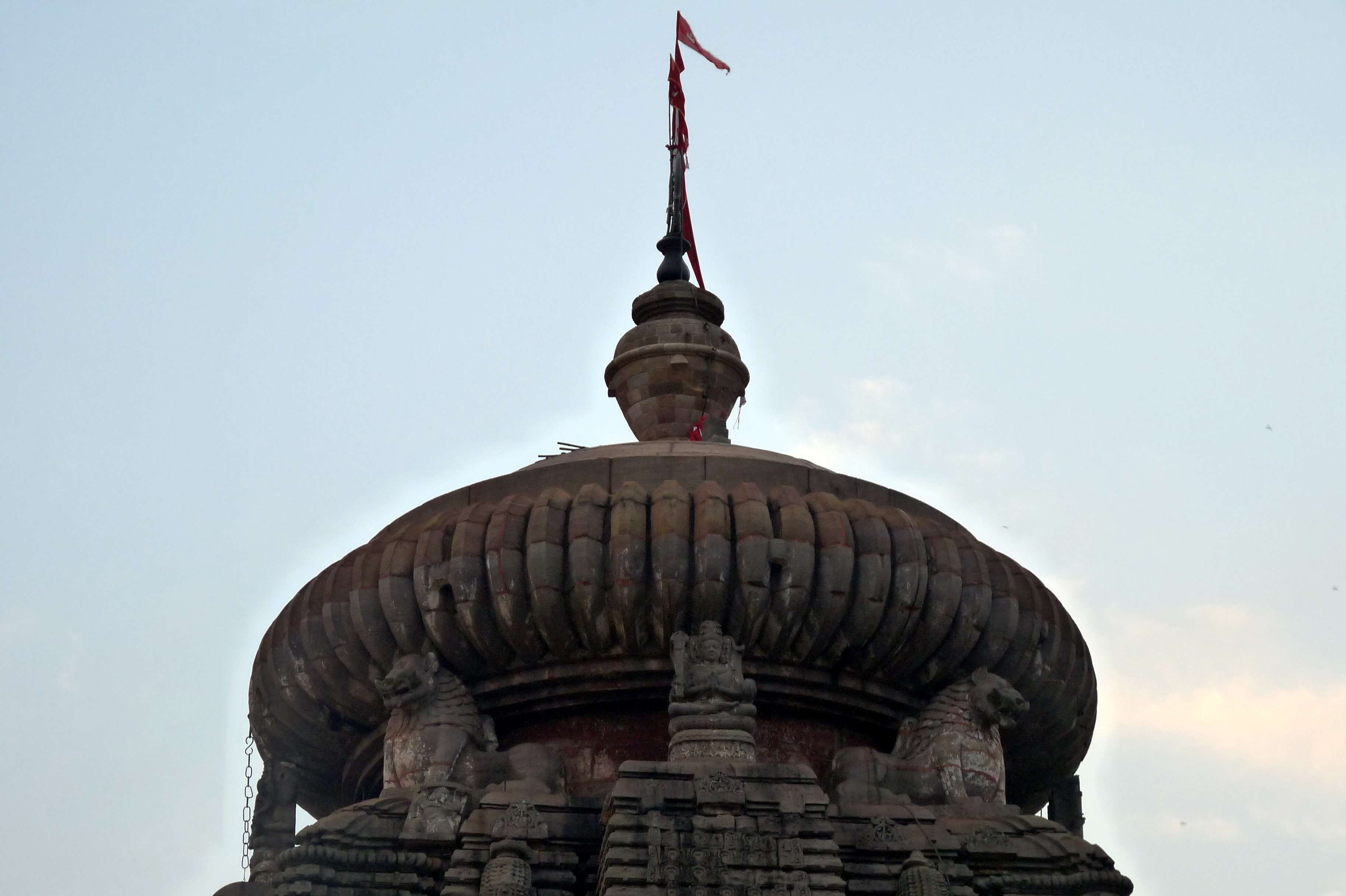
Amalaka en la cima del templo de Lingaraja en Bhubaneswar

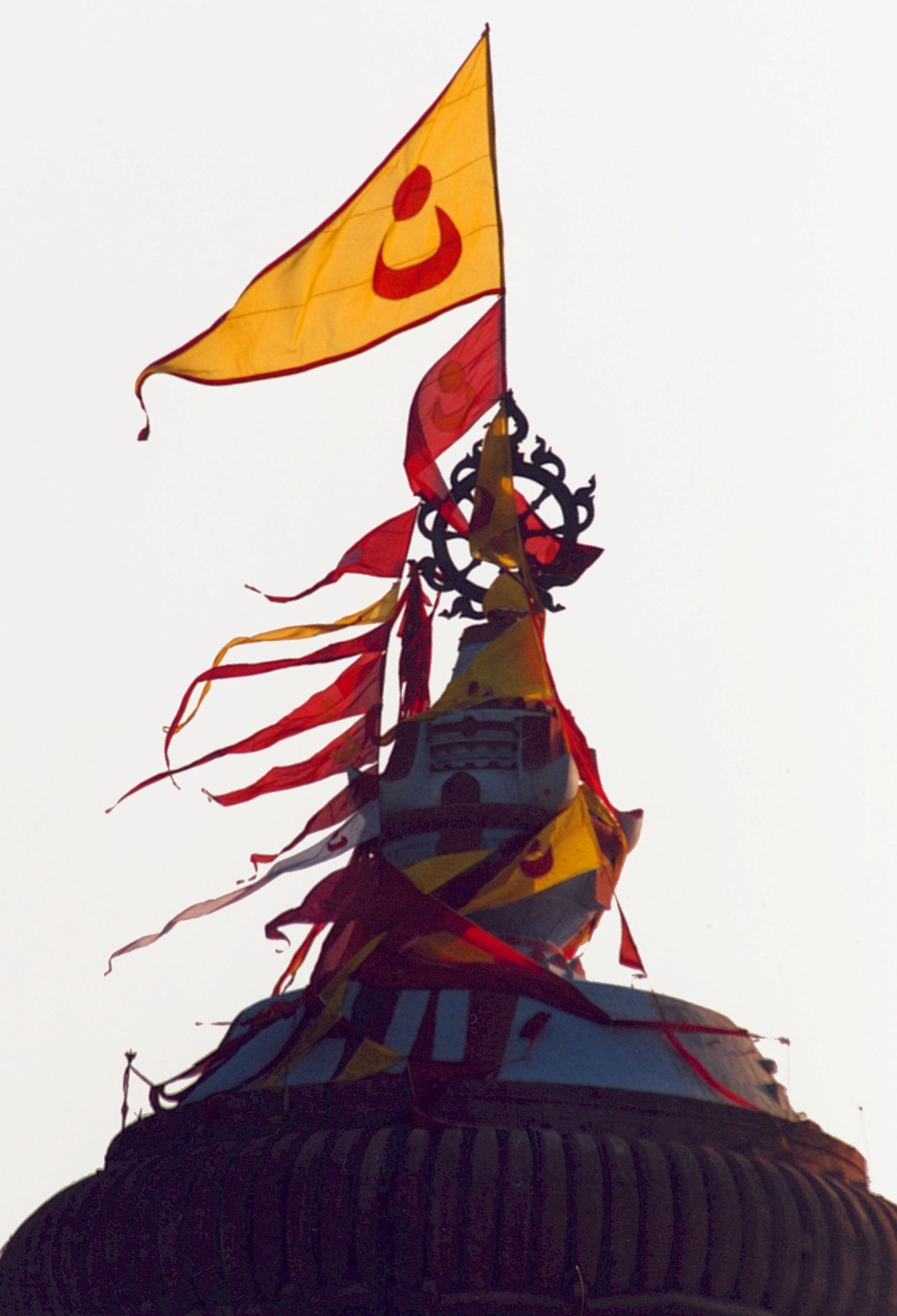
Banderas sobre el amalaka del templo de Jagannath en Puri

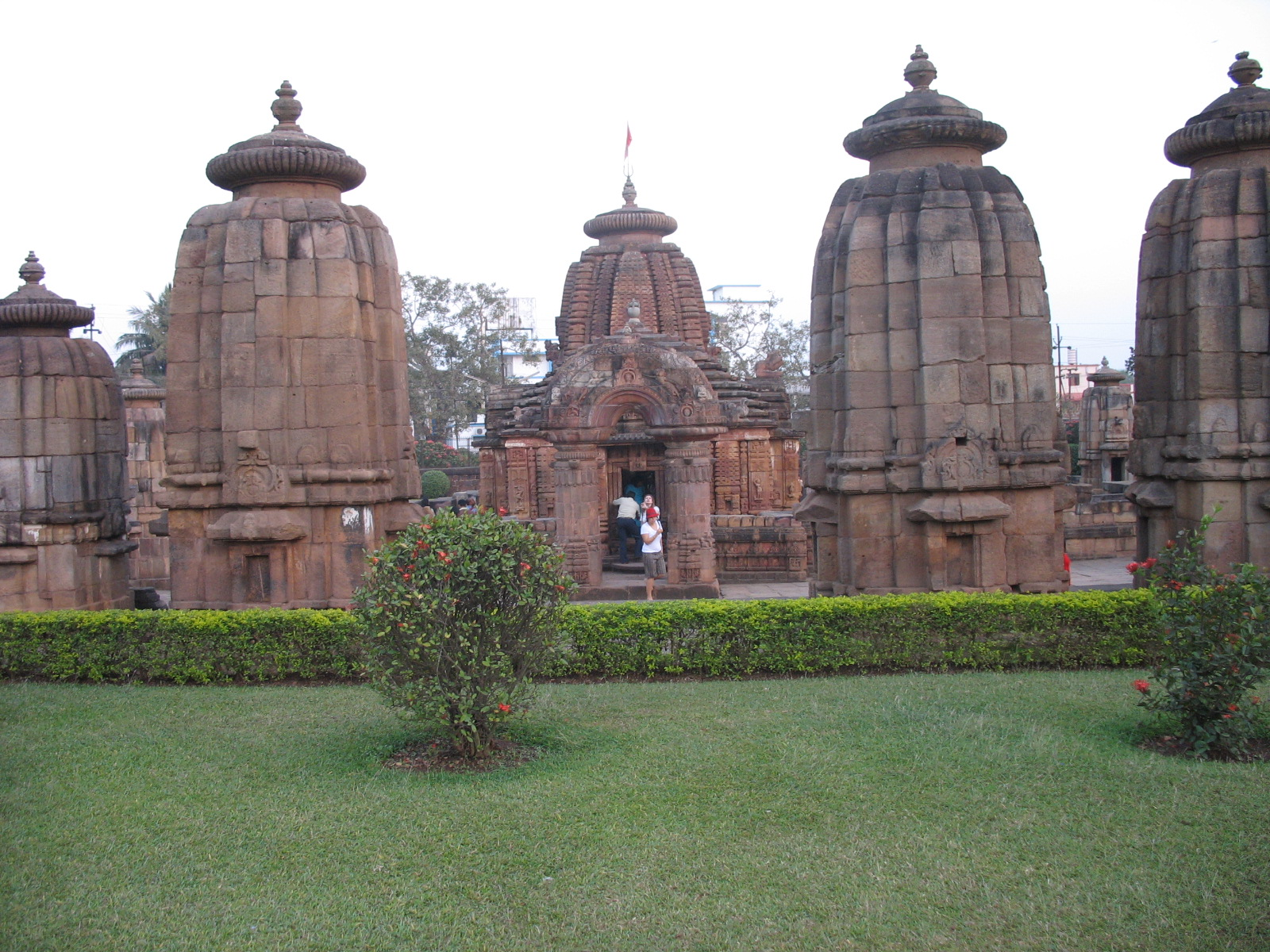
Destacados amalakas en el templo del Grupo Siddheshwar Mukteshwar, Bhubaneswar

Un amalaka, es un disco de piedra segmentado o con muescas, generalmente con aristas en el borde, que se encuentra en la parte superior del shikhara o torre principal de un mandir o templo hindú. Según algunas interpretaciones, el amalaka representa un loto y, por lo tanto, sería el asiento simbólico para la deidad. Otra interpretación es que simbolizaría al sol y, por lo tanto, sería la puerta de entrada al mundo celestial.
Según otras fuentes, la forma del amalaka estaría inspirada en el fruto del Phyllanthus emblica (o mirobálano émblico), el grosellero de la India o higuera de mirobálan. Este se llama āmalaki en sánscrito, y la fruta tiene una forma ligeramente segmentada, aunque es mucho menos marcada que en la forma arquitectónica.
El amalaka mismo está coronado con un kalasha —un vaso en forma de bulbo—, del cual a menudo se cuelga un estandarte del templo.

## Historia
La forma apareció primero (o sobrevive) como un elemento en loas capiteles de las columnas alrededor de la época de Ashoka en el siglo III a. C., recurrentes en algunos capiteles del siglo I a. C.. En algunos de estos, como en el Gran Chaitya en las cuevas de Karla, y en las verandas de las cuevas 3, 10 y 17 en las cuevas de Pandavleni, el amalaka está "encajado" con una jaula de armazón rectangular.
Los amalakas parecen haber sido comunes en la parte superior del shikhara en el período Gupta, aunque no sobreviven originales. Debían seguir siendo habituales en la mayor parte de la India, en los estilos de arquitectura de Nagara y Kalinga, del oeste y el este respectivamente, pero no en la arquitectura dravídica de la India del Sur.  Algunos templos tempranos del Decán, como templo en ladrillo del siglo VII de Lakshamana  en Sirpur, tiene amalakas en las esquinas en algunos niveles del shikhara (pero no, al menos comosobrevive, en la parte superior a la manera habitual).

## Simbolismo
Al igual que sucede con otras partes de la arquitectura de los templos hinduistas, hay un gran cuerpo de interpretación simbólica y mística alrededor del amalanka. Es visto como un anillo que agarra y abarca un pilar nocional que se eleva desde la imagen de culto principal de la deidad situada bajo él en el santuario, y que alcanza el cielo a través de la parte superior del templo.

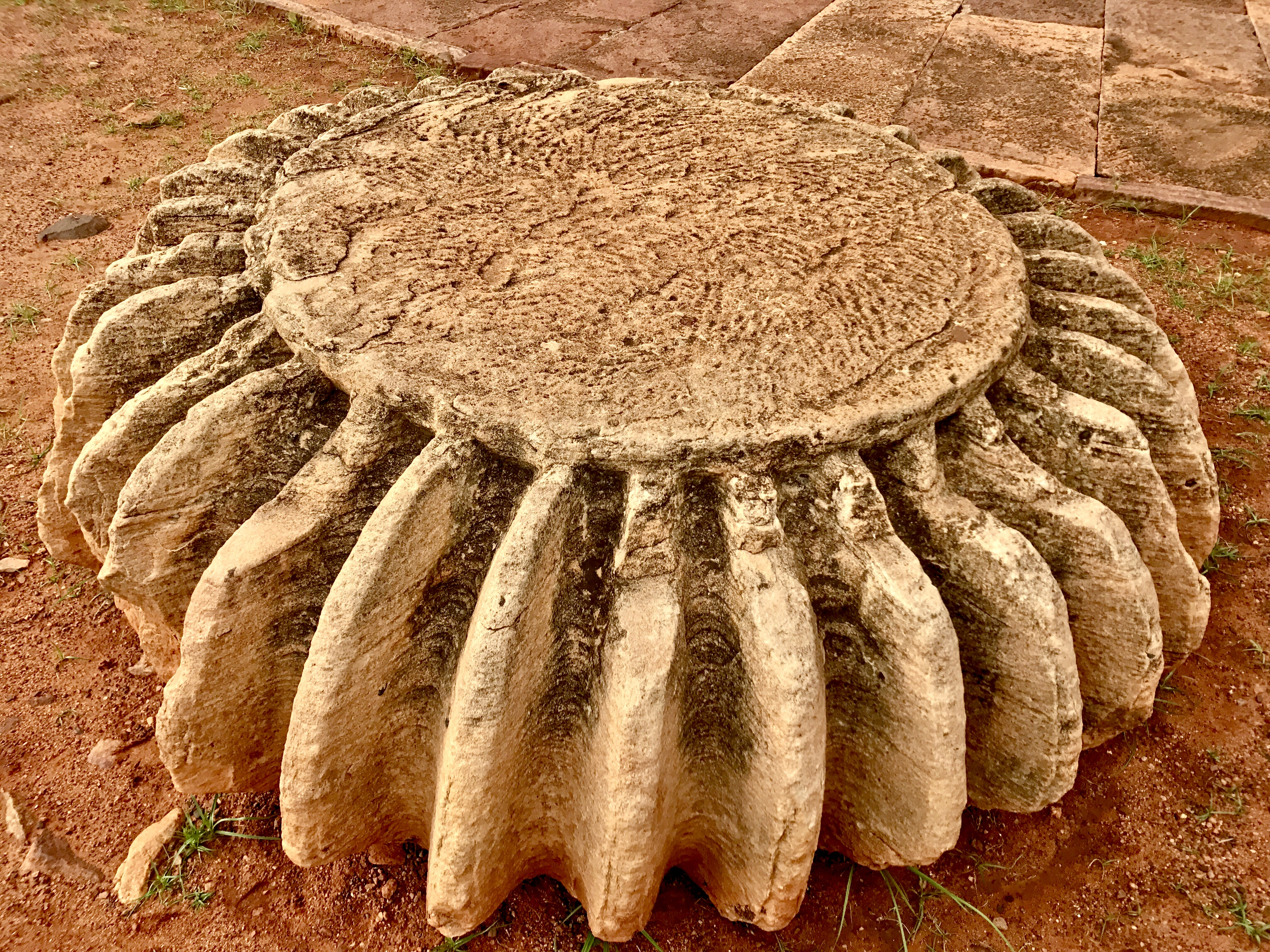
Piedra separada del amalaka en Aihole
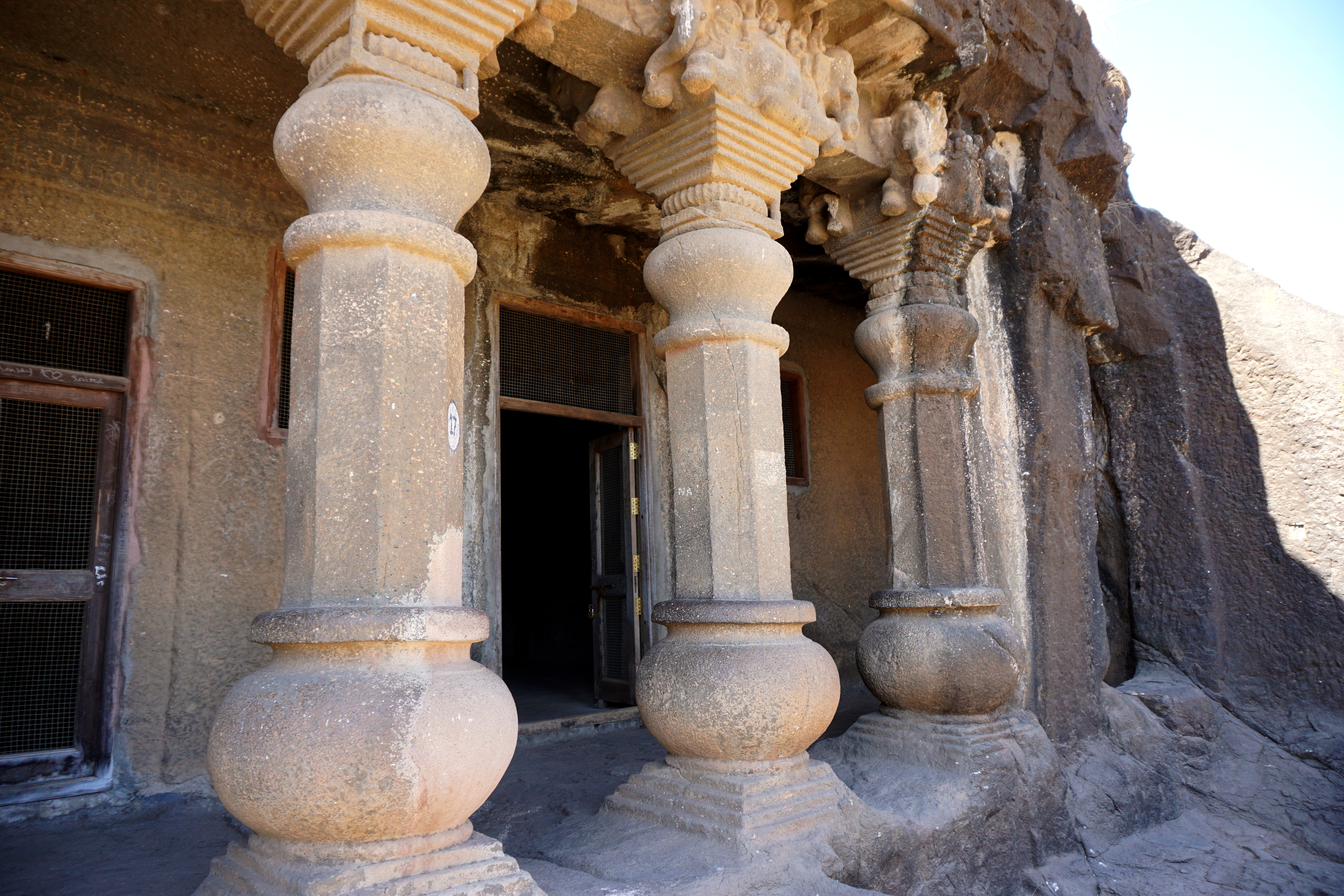
Amalakas "en caja" en los capiteles fuera de la cueva 17, cuevas de Pandavleni, siglos II-III
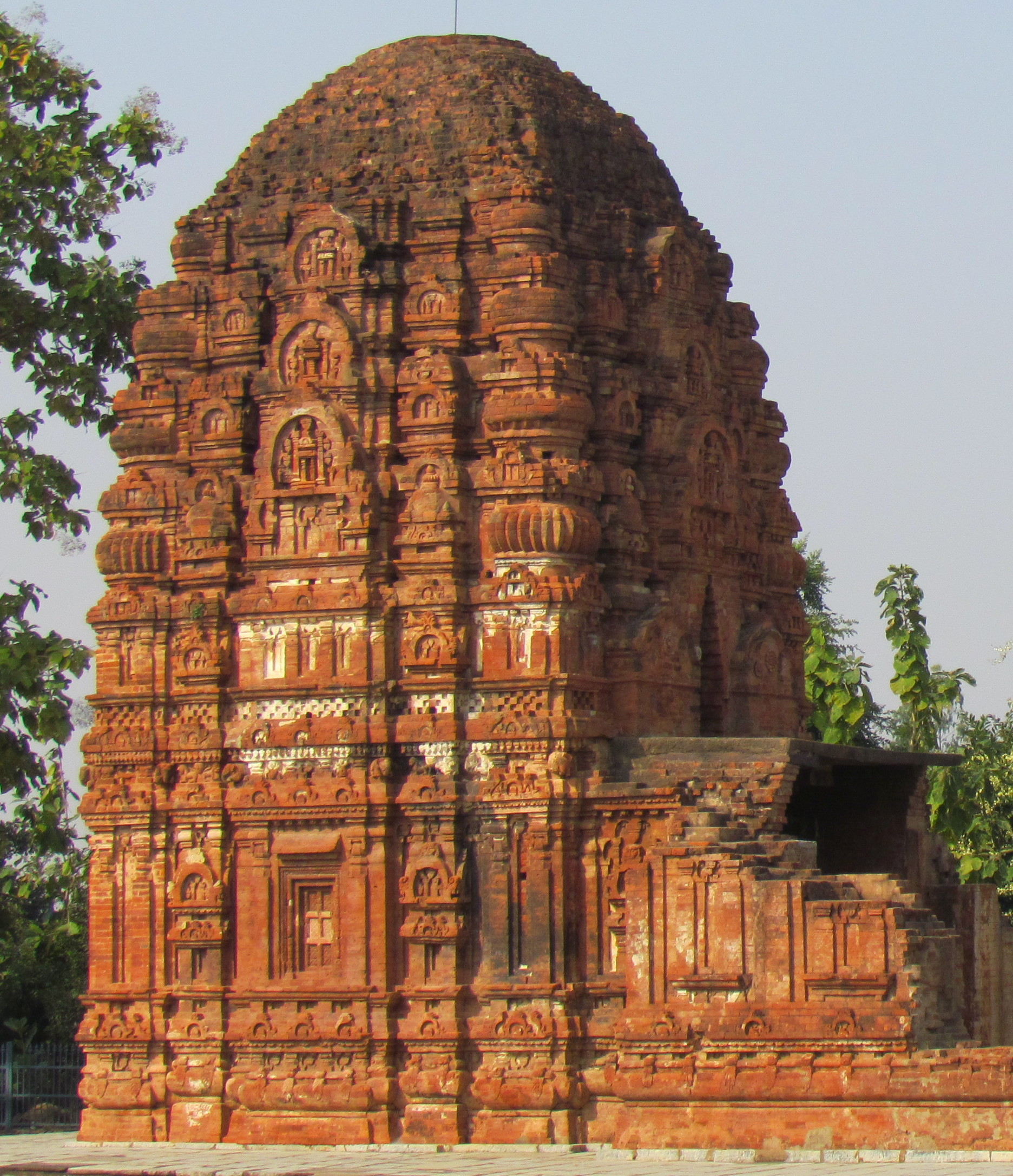
Amalakas de esquina en el templo de Lakshamana del siglo VII en ladrillo en  Sirpur
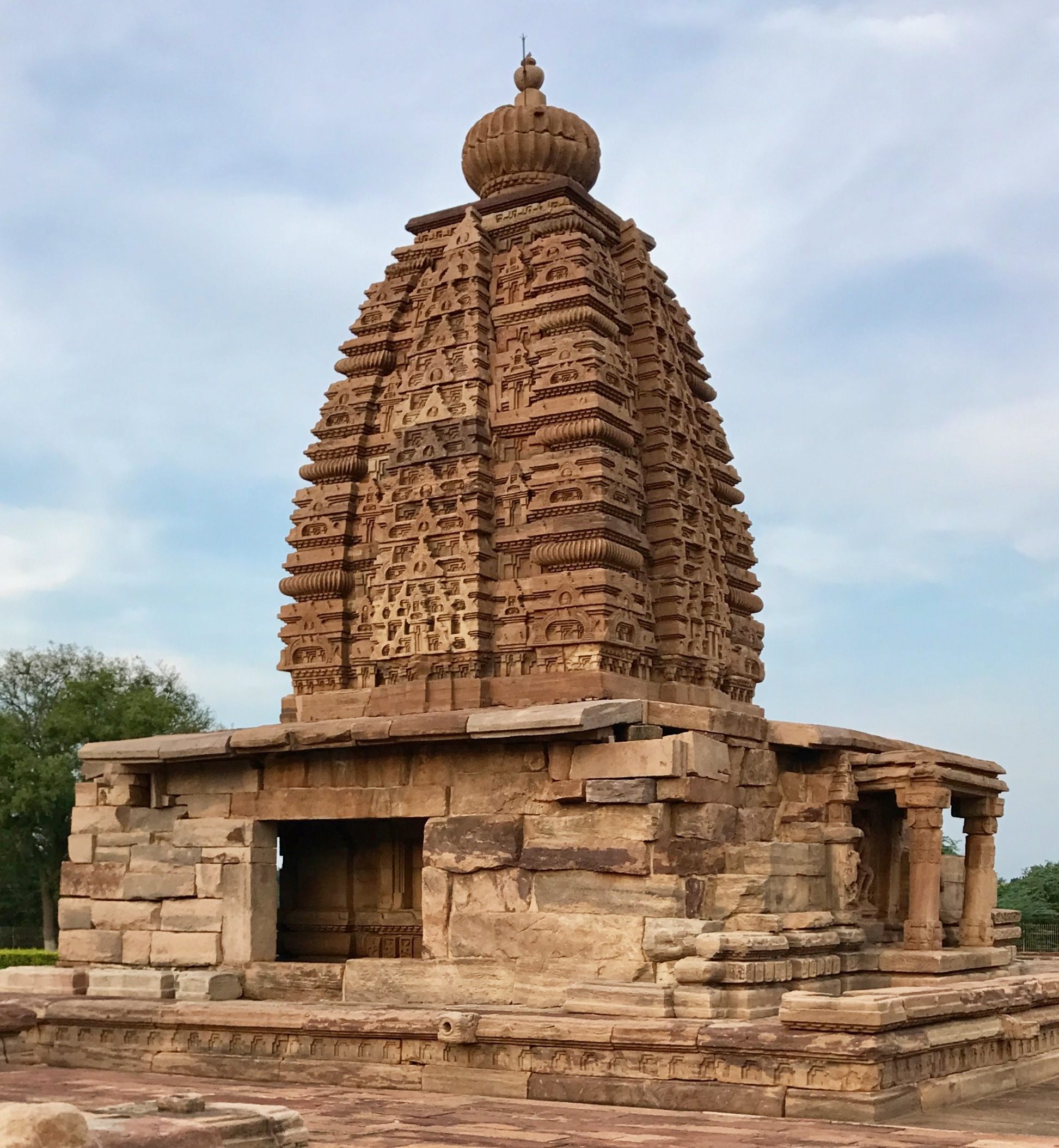
Amalaka temprano, redondeado, con amalakas cuadrados en las esquinas de abajo, siglo VIII. Templo de Galaganatha, Pattadakal, Karnataka